# Pont d'Alcántara (Tolède)
Pour le pont situé dans la ville d'Alcántara, voir pont d'Alcántara.
Le pont d'Alcántara est un pont enjambant le Tage dans la commune espagnole de Tolède. Son nom vient de l'arabe القنطرة (al-qantara) qui signifie « le pont ». D'origine romaine, il a été reconstruit pendant le règne d'Alphonse X.
Le pont est classé bien d'intérêt culturel depuis 1921.

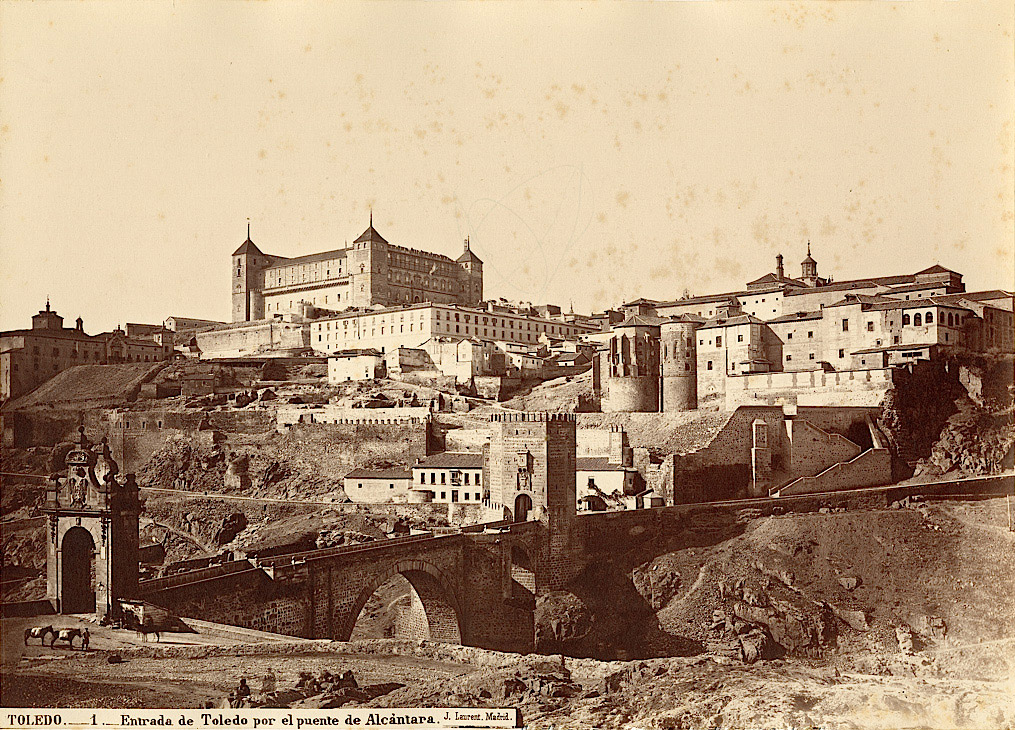
Pont d'Alcántara par Jean Laurent, c. 1864-1870, Department of Image Collections, National Gallery of Art Library, Washington, DC